# Anastrepha undosa
Anastrepha undosa är en tvåvingeart som beskrevs av Stone 1942. Anastrepha undosa ingår i släktet Anastrepha och familjen borrflugor. Inga underarter finns listade i Catalogue of Life.